# Chad Allen (színművész)
Chad Allen (Cerritos, Kalifornia, 1974. június 5. –) visszavonult amerikai színész, pszichológus.
Az 1980-as évek folyamán gyerekszínészként feltűnt az Our House és a My Two Dads című sorozatokban, majd felnőttként a Quinn doktornő című western-drámasorozat szereplője lett. 2015 áprilisában bejelentette, hogy visszavonul a színészkedéstől.

## Élete és pályafutása
Chad Allen Lazzari néven született a kaliforniai Cerritosban, majd Artesiában nőtt fel. Van egy lány ikertestvére, Charity és egy fiútestvére, Steve Lazzari, aki az Union Pacific Railroadnak dolgozik. Olasz és német ősökkel is rendelkezik. Szigorú római katolikus nevelést kapott, és emiatt úgy érezte, hogy "mélyen spirituális ember". A St. John Bosco High School-ban tanult Bellflower-ben.
1983–1988 között az Egy kórház magánélete című drámasorozatban az autista Tommy Westphallt alakította. Első állandó szerepe David Witherspoon volt 1986–1988 között az Our House című sorozatban. 1989-1990 között a My Two Dads című szitkomban Zach Nicholst alakította. 1993–1998 között a Quinn doktornő című filmsorozatban Matthew Cooper szerepében tűnt fel.
A 2000-es évek közepén olyan sorozatok epizódszerepeiben volt látható, mint a Döglött akták, a Bűbájos boszorkák, a Gyilkos elmék és a CSI: Miami helyszínelők.

## Magánélete
Bevallottan meleg, partnere korábban Jeremy Glazer volt.

## Filmjei
- Simon & Simon (1981)
- Egy kórház magánélete (1983-1988)
- Punky Brewster (1985-1988)
- Hotel (1985)
- Webster (1985-1986)
- Our House (1986-1988)
- Terrorvízió (1986)
- Út a mennyországba (1988)
- My Two Dads (1989-1990)
- Hogyan töltöttem a nyaram (1990)
- Star Trek: Az új nemzedék (1990)
- Quinn doktornő (1993-1998)
- Imádkozó sáska (1993)
- Az éjszaka árnyai (1993)
- Szerelemhajó (1998)
- New York rendőrei (1999-2004)
- Total recall – Az emlékmás (1999)
- Akarsz tudni egy titkot? (2001)
- Fiam bűnei (2001)
- Döglött akták (2005)
- Meleg helyzetben (2005)
- Bűbájos boszorkák (2005)
- A dárda vége (2005)
- Gyilkos elmék (2006)
- Forró nyomon (2006)
- Harc a Terra bolygóért (2007)
- Halálos ügyletek (2008)
- Veszélyes megbízás (2008)
- CSI: Miami helyszínelők (2008)
- Dexter (2010)

## Fordítás
- Ez a szócikk részben vagy egészben  a   Chad Allen (actor) című angol Wikipédia-szócikk ezen változatának fordításán alapul.  Az eredeti cikk szerkesztőit annak laptörténete sorolja fel. Ez a jelzés csupán a megfogalmazás eredetét és a szerzői jogokat jelzi, nem szolgál a cikkben szereplő információk forrásmegjelöléseként.